# Sphenopholis
Sphenopholis és un gènere de plantes de la família de les poàcies. És originari d'Amèrica del Nord i Índies Occidentals. Fou descrit pel botànic Frank Lamson-Scribner.
El nom del gènere deriva de les paraules gregues sphen (tascó) i pholis (a escala), al·ludint a la dura gluma obovada.

## Taxonomia
- Sphenopholis annua
- Sphenopholis aristata
- Sphenopholis filiformis
- Sphenopholis glabra
- Sphenopholis hallii
- Sphenopholis intermèdia
- Sphenopholis interrupta
- Sphenopholis longiflora
- Sphenopholis nitida
- Sphenopholis obtusata
- Sphenopholis pallens
- Sphenopholis palustris
- Sphenopholis pennsylvanica
- Sphenopholis pubescens
- Sphenopholis robusta